# Randy A. George
Randy Alan George (Alden, 1º novembre 1964) è un generale statunitense, attuale e 41º capo di stato maggiore dell'Esercito degli Stati Uniti in carica dal 21 settembre 2023 dopo aver servito ad interim nella medesima carica dal 4 agosto 2023, ha servito recentemente anche come 38º vice-capo di stato maggiore dell'Esercito degli Stati Uniti dall'agosto 2022 al settembre 2023 e assistente militare anziano del segretario della difesa degli Stati Uniti d'America.

## Biografia
Nato e cresciuto a Alden nello stato dello Iowa, George è figlio di Robert e Lorraine George. Ha servito come soldato arruolato prima di iniziare a frequentare la United States Military Academy nel 1984. George ha ottenuto una laurea in Bachelor of Science nel 1988. Ha ottenuto successivamente anche una laurea magistrale in economia dalla Colorado School of Mines e un Master in studi di sicurezza internazionali dal Naval War College.
La sua nomina a capo di stato maggiore dell'esercito è stata tra quelle ritardate dalla presa del senatore Tommy Tuberville sull'opposizione alla politica dell'aborto del DOD.  Dopo essere stato confermato tramite votazione autonoma il 21 settembre, George ha prestato giuramento lo stesso giorno telefonicamente con il segretario dell'esercito Christine Wormuth mentre visitava i soldati dell'11ª divisione aviotrasportata in Alaska.